# Europavej E90
E90 er en europavej der begynder i Lissabon i Portugal og ender ved den tyrkisk-irakiske grænse. Undervejs går den blandt andet gennem: Montijo, Setúbal, Évora og Caia i Portugal; Badajoz, Madrid, Zaragoza, Lleida og Barcelona i Spanien ...(ingen direkte forbindelse)... Mazara del Vallo, Alcamo, Palermo, Buonfornello, Messina ...(færge)... Reggio di Calabria, Catanzaro, Crotone, Sibari, Metaponto, Taranto og Brindisi i Italien ...(færge)... Igoumenitsa, Ioannina, Kozani, Thessaloniki, Alexandroupoli  i Grækenland; İpsala, Keşan og Gelibolu ... Lapseki, Bursa, Eskişehir, Sivrihisar, Ankara, Aksaray, Adana, Toprakkale, Gaziantep, Şanlıurfa, Nusaybin, Cizre og Khabur i Tyrkiet.